# (8644) Betulapendula
(8644) Betulapendula ist ein Asteroid des inneren Hauptgürtels, der von dem belgischen Astronomen Eric Walter Elst am 16. September 1988 am französischen Observatoire de Haute-Provence im Département Alpes-de-Haute-Provence (IAU-Code 511) entdeckt wurde. Unbestätigte Sichtungen des Asteroiden hatte es vorher schon am 17. Mai 1980 (1980 KX) und 23. Oktober 1981 (1981 UK15) am Krim-Observatorium in Nautschnyj gegeben.
Der mittlere Durchmesser des Asteroiden wurde mit 4,391 km (±0,151) berechnet. Die Albedo von 0,303 (±0,070) weist auf eine eher helle Oberfläche hin.
(8644) Betulapendula wurde am 2. April 1999 nach der Hänge-Birke benannt, deren wissenschaftlicher Name Betula pendula lautet.